# Astralgottheit
Eine Astralgottheit bezeichnet in der Religionsforschung eine Gottheit, die einen Himmelskörper oder ein astronomisches Ereignis verkörpert, von ihm stammt oder zu ihm gehört. Häufig besteht keine deutliche Trennung zwischen der Gottheit und ihrem Himmelskörper.
Die Verehrung von Himmelskörpern wird Astralkult oder Sternenverehrung genannt. Dabei glaubten die Menschen, dass man aus den Sternen besondere zukünftige Ereignisse lesen könnte. Auch sollten die Gestirne heilende Wirkungen von Kräutern verstärken oder das magische Handwerk unterstützen. Um den mesopotamischen und babylonischen Sternenkult und die so begonnene Beobachtung der Sterne hat sich später die von den alten Griechen geprägte Astrologie und Astronomie gebildet.
Religionen, in denen die Verehrung von Sonne, Mond, Planeten und Sternen eine zentrale Rolle spielt, werden Astralreligionen genannt. Diese basieren auf den Phänomenen des Himmels, die in ihrer zyklischen Reflexion und ihrer Konstellation als göttliche Macht interpretiert wurden. Ein typischer Vertreter dieser Astralreligionen ist die vorislamische Religion von Jemen.
Das Geschlecht dieser Gottheiten ist unterschiedlich: während der Mond eher als weibliche Gottheit interpretiert wurde, wurden die Planeten eher als männliche Gottheiten angesehen. Gottheiten der Sonne wurden je nach Religion verschieden ausgelegt.

## Auswahl astralischer Gottheiten

### Sonnengottheiten
- Sol[4] bzw. Sunna (nordische Gottheit)

- Helios[5] (griechische Gottheit)

- Surya[6] (hinduistische Gottheit)
- Amaterasu[7] (japanische Gottheit)
- Sakuru[8] (indianische Gottheit)
- Sol invictus (römischen Mythologie bzw. Pantheons)

### Mondgottheiten
- Mani[9] (nordische Gottheit)
- Luna[10] (römische Gottheit)
- Selene[11] (griechische Gottheit)
- Meness[12] (baltische Gottheit)
- Candrama[13] bzw. Chandra (hinduistische Gottheit)
- Nanna[14] (mesopotamische Gottheit)

### Planetengottheiten
- Merkur[15] bzw. Mercurius (römische Gottheit) – griechisch: Hermes[16]
- Venus[17] (römische Gottheit) – griechisch: Aphrodite[18]; Ištar (akkadische bzw. altbabylonische Gottheit)[19]; Astarte bzw. ʿAthtar[20] (westsemitische & altsüdarabische Gottheit); Inanna[21] (sumerische Gottheit, eng verknüpft mit Ištar)
- Saturn[22] (römische Gottheit) – griechisch: Kronos[23]

Gottheiten wie der römische Kriegsgott Mars, der römische Göttervater Jupiter, der griechische Totengott Pluto oder der griechische Himmelsgott Uranos werden häufig nicht zu den Astralgottheiten gezählt, da die Verbindung mit den Planeten erst später entstanden ist. Auch viele andere antike Gottheiten werden so häufig nicht zu den astralen Göttern gezählt.
Gottheiten des Morgen- und Abendsterns werden auch zu den astralen Planetgottheiten gezählt:
- Aurvandill[24] (nordische Gottheit)
- Lucifer[25] (römische Gottheit)
- Eosphoros[26] (griechische Gottheit)
- Auseklis[27] (lettische Gottheit)
- Ushas[28] (vedische Gottheit)

### Gottheiten der Morgenröte
- Aurora[29] (römische Gottheit)
- Eos[30] (griechische Gottheit)
- Aušrinė[31] (litauische Gottheit)
- Ushas[32]

### Weitere Gottheiten
- Auch die griechischen Plejaden (in der griechischen Mythologie die Töchter des Atlas und der Pleione) werden zu den Astralgottheiten gezählt. Am Sternenhimmel bilden die Plejaden einen offenen Sternenhaufen.[33]
- Des Weiteren bilden einzelne Sterne wie Sirius (griechische Mythologie) oder der Polarstern astrale Gottheiten.[34][35]

## Astralgottheiten bei den Germanen
Obwohl astrale Gottheiten in der germanischen Mythologie keine große Rolle spielen, gibt es dennoch einige nennenswerte. So soll der ampsivarische König Boiocalus die Sonne und andere Gestirne angerufen haben. Dabei soll er gefragt haben, ob sie wirklich lieber ein menschenleeres Land sehen wollen, nachdem er und sein Volk von Landräubern aus dem Stamm der Chauken vertrieben wurden.

## Astralgottheiten bei den Ägyptern

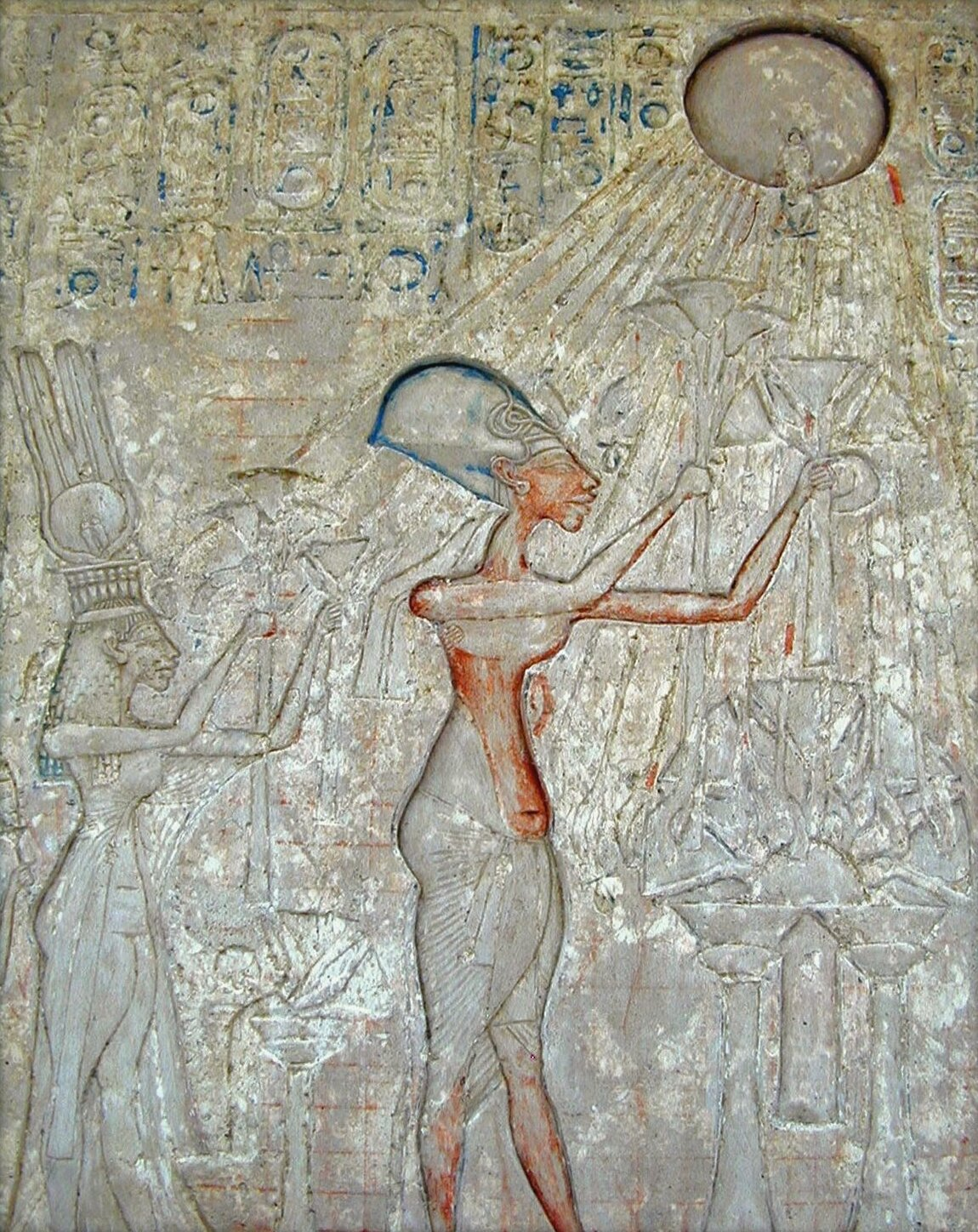
Echnaton und seine Frau Nofretete bei der Anbetung von Aton.

Auch bei den Ägyptern spielte die Anbetung von Astralgottheiten vorerst keine besondere Rolle. Dies änderte sich mit dem Pharao Echnaton (Amenophis IV.), der anfing, die Sonne (Aton) anzubeten. Echnaton und sein Vater Amenophis III. sahen Aton als den Schöpfer und Bewahrer allen Lebens und lösten sich deswegen von der Anbetung Res. Aton wurde dabei nicht als menschliche Gestalt gesehen, sondern als Sonnenscheibe.
Nach dem Tod Echnatons führte der neue Pharao Tutanchamun die alte Religion wieder ein und sagte sich vom Aton-Kult los. Aton selbst wird als eine Weiterentwicklung des Re angesehen, wodurch Re selbst auch als Astralgottheit bezeichnet werden kann.